# パラワンイノシシ
パラワンイノシシ（Sus ahoenobarbus）は、哺乳綱偶蹄目（鯨偶蹄目とする説もあり）イノシシ科イノシシ属に分類される偶蹄類。

## 分布
フィリピン（パラワン島および、Balabac島・Busuanga島などのその周辺にある島嶼）
体長1-1.6m、体高約1mで、体重は150kgにもなる。

## 分類
以前はヒゲイノシシの亜種とされていた。ミトコンドリアDNAシトクロムbの分子系統推定では、ヒゲイノシシよりもヴィサヤンヒゲイノシシ（セブイボイノシシ）Sus cebifronsに近縁とする解析結果が得られた例もある。

## 生態
標高1,500メートル以下にある常緑樹林や山地林・マングローブ林などに生息する。

## 人間との関係
都市開発や農地開発・森林伐採などによる生息地の破壊、食用の狩猟などにより、生息数が減少している。